# گرد سوه
گرد سوه (به آلمانی: Gerd Zewe) بازیکن فوتبال و هافبک اهل آلمان است که از سال ۱۹۷۸ میلادی عضو تیم ملی فوتبال آلمان بوده‌است. وی در ۴ بازی ملی حضور داشته است و آخرین بازی ملی خود را در سال ۱۹۷۹ میلادی انجام داد. گرد سوه در بازی‌های ملی‌اش گلی به ثمر نرساند.